# Spårvidd 750 mm
750 mm är en spårvidd på järnvägsspår.  Spårvidden räknas som smalspår för att den är mindre än normalspåren (1 435 mm).  Spårvidden har varit mycket ovanlig i Sverige.

## Spår- och järnvägar med 750 mm spårvidd i Sverige
- Glava Glasbruk-Glava, nedlagd 1935 (9  km)[1]
- Robertsfors-Sikeå, nedlagd 1961, kort sträcka återstartad som museibana[2]

## Spår- och järnvägar med 750 mm spårvidd i Tyskland
- Rügensche Kleinbahn  (Rasender Roland), Putbus - Göhren
- olika historiska järnvägar i Sachsen

## Spår- och järnvägar med 750 mm spårvidd i Schweiz
- Waldenburgbanan mellan Waldenburg[förtydliga] och Liestal

## Spår- och järnvägar med 750 mm spårvidd i Finland
- Högfors-Hyvingejärnvägen, nedlagd 1967
- Jockis museijärnväg, ursprungligen Humppila-Forssa (i dag bara till Jockis)
- Lovisa-Vesijärvijärnvägen, ombyggd 1960 till bredspår

## Spår- och järnvägar med 750 mm spårvidd i Polen
- Żuławska Kolej Dojazdowa, smalspårig järnvägsnät söder om Danzig[3]

## Spår- och järnvägar med 750 mm spårvidd i Ukraina
- Skogsbanan Wyhoda, bara gods- och turisttrafik
- Järnvägslinjen mellan Antoniwka och Saritschne (längd: 107 km)